# Kmety György
Kmety György (Felsőpokorágy, 1813. május 24. – London, 1865. április 25.) honvédtábornok, a török hadseregben Iszmail pasa néven dandártábornok.

## Életpályája

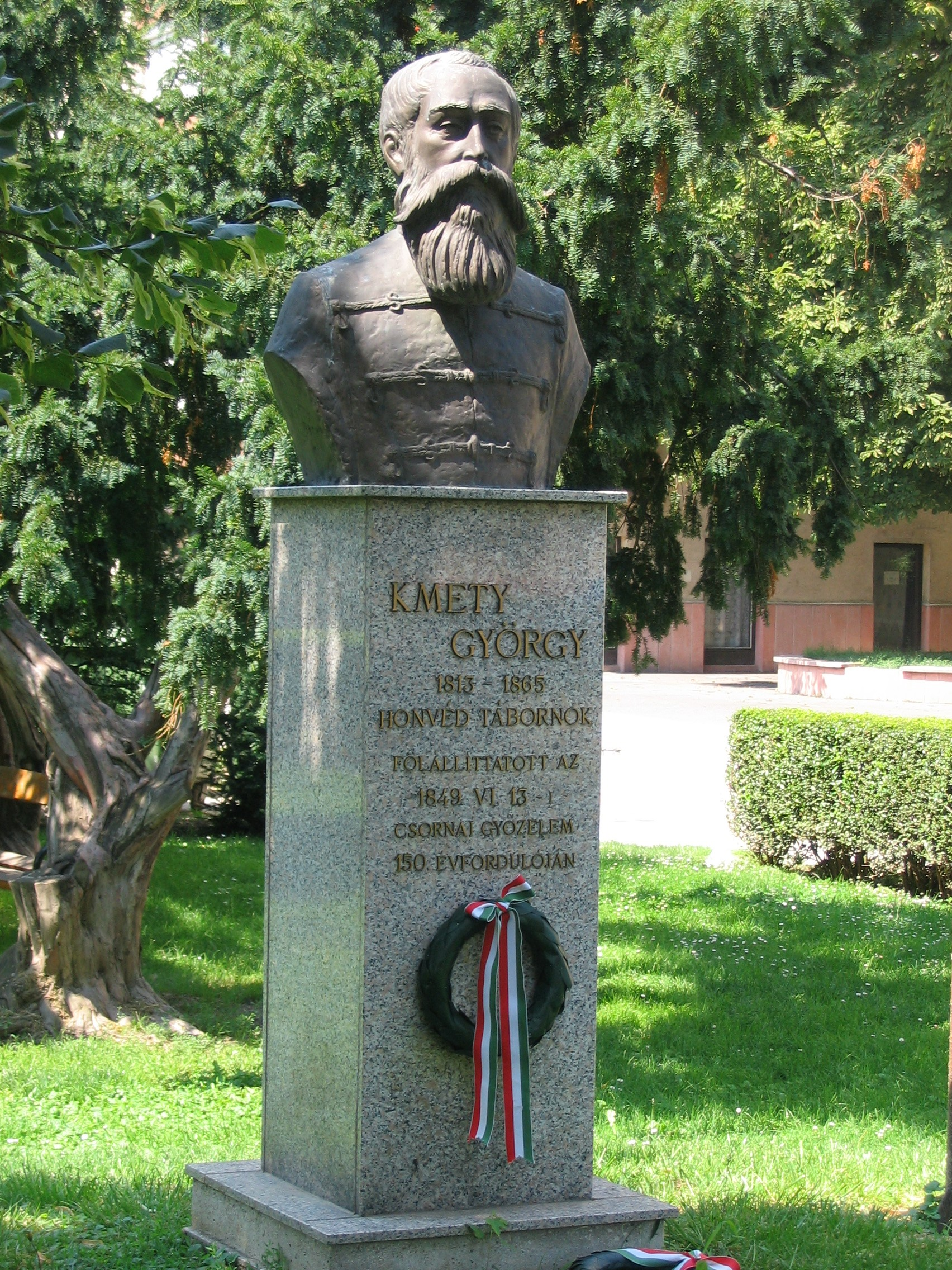
Csornai emlékműve

Nemesi ranggal rendelkező, de vagyontalan felvidéki evangélikus lelkész fiaként született. Apja Kmeti Pál 1818-ban meghalt, azután jóval idősebb bátyja, Pál (1802-1870) nevelte. Késmárkon végezte tanulmányait, majd 1833-ban a 19. császári és királyi gyalogezredbe állt katonának. 1847 végén Radetzky tábornagy itáliai hadseregében szolgált ezredsegédtisztként, főhadnagyi rangban. Századosként került át az alakuló honvédseregbe 1848. október 1-jén, a Győrött alakuló 23. honvédzászlóaljhoz vezényelték. Jelentős szerepet játszott felsőbb egysége megszervezésében, mert a kijelölt zászlóaljparancsnok betegségre hivatkozva nem vonult be. Négy század élén csatlakozott a Móga János táborába igyekvő Kossuth Lajoshoz, és részt vett a schwechati csatában. 
Helytállásáért Kossuth november 1-jén a zászlóalj parancsnokává nevezte ki. December 16-án a parndorfi ütközetben egységével visszavert egy lovassági támadást, ezért alezredessé léptették elő. 1849. január 5-étől egy dandár, majd február 15-étől egy hadosztály vezetésével bízták meg. A kápolnai csatában Henryk Dembiński hibás hadvezetése miatt nem vett részt, de fedezte a magyar csapatok visszavonulását és február 28-án a mezőkövesdi ütközetben győzelmet aratott Franz Deym vezérőrnagy dandárja felett. Április 14-én ezredesi rangot kapott. Buda visszavételekor  (1849. május 4. – május 21.), a vízivárosi oldalon ő irányította ostromot. A május 4-ei a vízvédmű elleni rohamban megsebesült. Buda bevétele után önálló hadosztályparancsnokként a Rába vonalának megszállását kapta feladatul. Június 13-án pályafutásának legfényesebb győzelmét aratta, a csornai ütközetben legyőzte Franz Wyss vezérőrnagy dandárját és június 26-án ezért megkapta tábornoki kinevezését. 
A június 27-ei ihászi ütközetben vereséget szenvedett Edler von Warensberg altábornagy csapataitól. Ezzel a császáriak elvágták Görgei Artúr fel-dunai hadseregétől, ezért átvezényelték a délvidéki hadszíntérre. Az erőltetett menet ellenére későn érkezett, hogy a Jellasics ellen vívott július 14-ei kishegyesi ütközetben érdemi szerepet játszhasson. Augusztus 9-én seregével csatlakozott a Temesvár mellett álló magyar főerőkhöz. A temesvári csatában a balszárnyon sikeresen nyomult előre, de a többi seregrész megfutamodása miatt végül ő is visszavonulásra kényszerült. Az augusztus 15-ei lugosi ütközetben sikeres utóvédharcot vívott a császáriakkal, majd csatlakozott Vécsey tábornok csapataihoz.
A világosi fegyverletétel után Törökországba menekült, és Iszmail néven belépett a török hadseregbe, ám a közhiedelemmel ellentétben nem vette fel az iszlám vallást. Bemmel együtt Aleppóba került, ahol részt vettek 1850 októberében egy súlyos zavargás leverésében. Bem halála után Londonba távozott. Itt született meg első önálló műve, amely Görgei emlékirataira válaszul készült. A krími háború kitörésekor visszatért Törökországba. 1854. augusztus 6-án részt vett a kuruderei ütközetben, 1855-ben pedig a karszi erőd védelmében Muravjev orosz tábornok ellen. A szeptember 29-ei orosz támadás visszaverésében komoly szerepet játszott Kmety. Ennek a napnak az eseményeiről írta második könyvét. Amikor az erőd parancsnoka, Williams tábornok a vár megadása mellett döntött a készletek kimerülése miatt, Kmety és Kohlmann József – egykori honvéd ezredes – átvágták magukat az ostromlókon 1855. november 24-én. Karszi tevékenységért a török kormányzat kitüntette.
1860-ban a libanoni zavargások idején a török segélycsapatok parancsnoka volt. A libanoni rendezés körüli politikai játszmák, valamint egyre súlyosbodó betegsége miatt 1861-ben nyugállományba vonult, és Londonban telepedett le.
Sosem nősült meg, gyermektelenül halt meg.   
A török állam érdemeinek elismeréséül az isztambuli katonai múzeumban mellszobrot állíttatott neki.

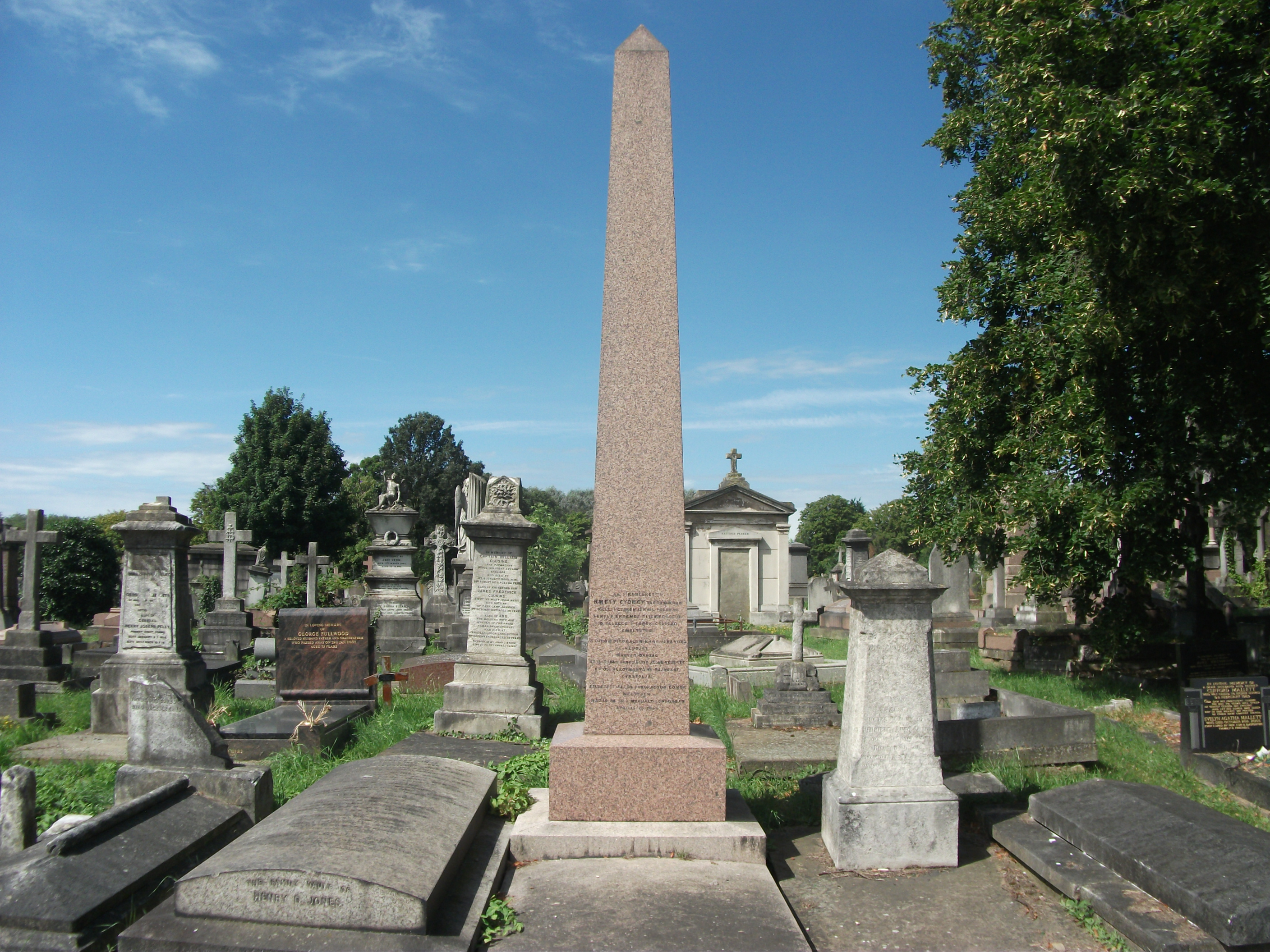
Síremléke Londonban (Kensal Green Cemetery)

## Művei
- A Refutation of Some of the Principal Mistatements in Görgei’s „Life and Actions in Hungary in the Years 1848 and 1849” with Critical Remarks on his Character as a Military Leader. London, [1852]
- Arthur Görgey’s Leben und Wirken in Ungarn. Beurtheilt von Georg Kmety. London, 1853
- Kmety, George: A Narrative of the Defence of Kars on the 29th September, 1855. London, 1856

## Emlékezete
- 1999-ben Csorna városában, az egykori csata emlékére mellszobrot emeltek neki.
- Budapesten, a VI. kerületben utca viseli a nevét. Ugyanitt emléktáblája is van.